# リンディ・イングランド
リンディ・ラナ・イングランド（Lynndie Rana England、1982年11月8日 - ）は、アメリカ陸軍の元予備役軍人。イラク戦争の発生に伴い、第372憲兵中隊に配属された。イラク占領任務中に発生したバグダッドのアブグレイブ刑務所におけるイラク人捕虜虐待に関連して、アメリカ陸軍の軍事裁判において有罪判決を受けた軍人のうちの1人。

## 経緯
2003年イラク在留中、イングランドは第372憲兵中隊で技術兵として従軍。この際、他の軍人とともにイラク人捕虜に性的・肉体的・精神的虐待を負わせた事を、後の軍法会議にて認めている。
2005年1月、捕虜虐待および暴行の罪で高等軍法会議に起訴された。正式な起訴状は『拷問』という言葉を記載しなかったものの、多くの関係者は彼女の行為を『拷問』と述べている。2005年4月30日、イングランドは虐待罪の罪状を認めた。司法取引が連邦判事によって受け入れられた場合、最高刑は16年から11年まで減罪されたのだが、成立しなかった。これが成立していれば、彼女は捕虜虐待の4つの訴因、共謀の2つの訴因、および職務怠慢の1つの訴因を有罪答弁することと引き換えに、検察は他の2つの告訴（わいせつ行為と法定指令への不遵守）を不起訴とするはずだった。
2005年5月4日、イングランド上等兵はその当時自身の行為が違法との認識がなかったことを示唆した、チャールズ・グレイナー伍長（事件当時。二等兵に降格処分）からの新たな証言により、軍事裁判官であるジェイムズ・ペール大佐はイングランドの司法取引を拒否した。この証言が、2005年5月2日に行われたイングランドの有罪答弁における自身の供述と相反したためであった。2005年9月26日、共謀の1つの訴因、捕虜虐待の4つの訴因、およびわいせつ行為の1つの訴因の罪により有罪判決を受けた。もう一つの共謀の訴因は問われなかった。禁固3年と不名誉除隊が宣告された。
2005年9月27日、イングランドが犯した捕虜への暴行や虐待に対する謝罪ではないが、彼女は写真への登場に対して謝罪した。
判決確定後は刑務所（サンディエゴのミラマー海兵隊航空基地内統合営倉）に収容され、厨房で働いていた。2008年9月28日、満期出所し除隊。2009年7月には自叙伝「Tortured: Lynndie England, Abu Ghraib and the Photographs that Shocked the World」（拷問者だった　―リンディ・イングランド、アブグレイブと世界を震撼させた写真―）を出版。

## 経歴
アメリカ合衆国ケンタッキー州アシュランド生まれ。鉄道員の父親を持つ。2歳のとき、ウエストバージニア州フォートアシュビーに引っ越し、ここで成長する。学校では、コンバットブーツと迷彩服を着ていることで有名だった。
ミネラル郡ショートギャップの近くにあるフランクフォート高等学校在学中の2001年、カンバーランドの陸軍予備軍に参加する。理由は、ウエストバージニア州ハーディ郡ムーアフィールドにある鶏肉処理工場での夜間の仕事から逃避するため、ならびに、気象予報士になるために大学へ行く資金を貯めるためであった。彼女はアメリカ学校農業クラブ連盟の一員でもあった。2001年に高校を卒業。その後、スーパーマーケットIGAのレジ係として働き、2002年に同じ職場の男性と結婚したが、その後離婚。2003年にイラクへ出征した。
予備役兵の同僚であるチャールズ・グレイナーと婚約（グレイナーも虐待に関与し処罰された一人である）。2004年10月11日21時25分、フォートブラッグにあるウーマック陸軍医療センター(Womack Army Medical Center)にて、男児を出生している。

## 罪状
アブグレイブ刑務所におけるイラク人戦争捕虜の虐待で起訴された。彼女は2003年に刑務所で撮られたいくつかの写真に登場する。著名なものは、フードを被せられた若い男の囚人の性器を笑顔で指差しているものである。また、チャールズ・グレイナーと写真に登場し、裸の捕虜の後ろで親指を立てている（サムズアップ・サイン）ものもある。
当初彼女は、統一軍事司法法典に基づき、19の個々の違反行為について起訴された。2004年2月の時点で、違反行為が10点となる。2005年4月30日、彼女はにこれらの7の罪を認めた。それは
- 写真中で捕虜の首に紐を巻いていることによる、イラク人捕虜への虐待の共謀からなる2つの訴因
- イラク人捕虜への虐待からなる4つの訴因
- 職務怠慢からなる1つの訴因

であった。
残りの罪状は取り下げられた。取り下げられた物に以下の様なものがある。
- イラク人捕虜に自慰の真似を強要したことによるわいせつ行為からなる1つの訴因
- 法定指令への不遵守による1つの訴因
- 彼女の虐待から軍に不信を招いたことによるいくつかの訴因

裁判官が司法取引を受け入れた場合、イングランドは最大11年の禁固と不名誉除隊の判決を受けることになっていた。

## 軍法会議

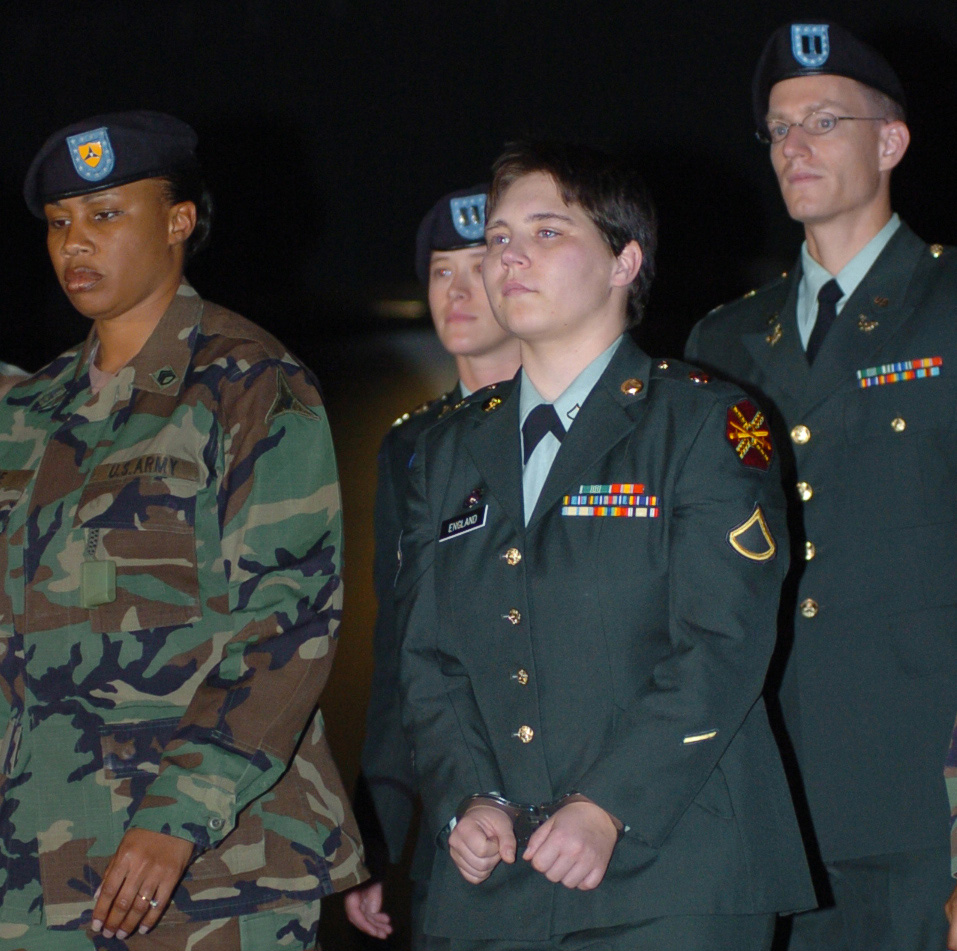
軍法会議中のイングランド

イングランドが正式に起訴される直前、彼女は妊娠し、2004年5月4日にノースカロライナ州フェーエットビル、フォートブラッグにある軍事施設に移送された。
2003年のアブグレイブ刑務所における、捕虜虐待することへの共謀からなる2つの訴因、職務怠慢からなる1つの訴因、暴行及び虐待からなる4つの訴因、わいせつ行為からなる2つの訴因でイングランドは起訴された。
彼女は元々、最大38年の禁固をもたらすこととなる19の起訴訴因がかけられていたが、軍事裁判所は2005年2月に容疑を減少させた。 この減少について、どのような説明もされなかった。
2005年5月におけるイングランドの裁判時で、イングランドの司法取引における有罪答弁を不承認することを根拠として、軍事裁判官ジェイムズ・ペール大佐は無効審理を宣言した。捕虜の首に紐を巻いたときも、また、イングランドに写真の中で一緒にポーズするように頼んだときも、自分自身は適法な正当な武力行使を記録しているものと考えていたと、チャールズ・グレイナーが証言した。その後に、司法取引におけるグレイナーと共謀し捕虜虐待したことによる共謀の告発でのイングランドの有罪答弁を、ペールは承服することができなかったためであった。
2005年9月26日、再審において、共謀の1つの訴因、捕虜虐待の4つの訴因、およびわいせつ行為の1つの訴因の罪によりイングランドは有罪判決を受けた。もう一つの共謀の訴因は問われなかった。2005年9月27日、不名誉除隊に加え、禁固3年が宣告された。検察側は4から6年の禁固を求刑し、弁護側は禁固されるべきでないと嘆願した。
この虐待における主犯とされるグレイナーは、前年に10年の禁固が言い渡されている。4人の兵卒と2人の下級軍情報員がこの事件で司法取引を行っている。 彼らの判決は0年（拘禁なし、人事処分のみ）から8年6ヶ月までと多岐に及ぶ。 数個の行政処分を受けたものの、幹部職は裁判にかけられなかった。

## イングランドによる行為の弁護
報道によれば、2004年5月11日のCBS系列のテレビ局KCNC-TV（コロラド州デンバー）のインタビューにて、上層部から心理作戦として虐待行為を行い、それをし続けなければならないと教唆されたとの内容を、イングランドは述べた。ある指揮官から「そこに立って、親指を立てて、笑って。」などと指示された時は気味悪く思ったと、言及している。しかしながら、イングランドはそれを「日常茶飯事の事」を行ったと感じた。弁護側は当初、上官の指示に従った行為である事を根拠に減罪を要求した。司法取引における有罪答弁に際して弁護側は従来の主張を撤回したが、これが無効審議となり裁判は継続した。
アブグレイブに関連して、軍法会議にかけられた者の弁護側はイングランドと同様の主張をしている。アブグレイブと似たケースであるグァンタナモ米軍基地における囚人虐待においても、軍法会議にかけられた者の弁護側はリンディと同様の主張をしている。捕虜虐待は軍の方針や、軍上層部、軍、国家の問題であり、露見した虐待の下級関係者のみ裁かれるのはおかしいとの指摘がされている。国連拷問禁止委員会はアブグレイブやグァンタナモの虐待に関連して、アメリカ合衆国に勧告を出した。
アメリカの電子新聞「ザ・デーリー」は、イングランドのインタビューを掲載し「彼ら（収容者）は無実ではない。われわれを殺そうとしたのであり、謝罪は敵に謝るようなものだ」と語り罪悪感はないと述べたと報じた。